# Táfos

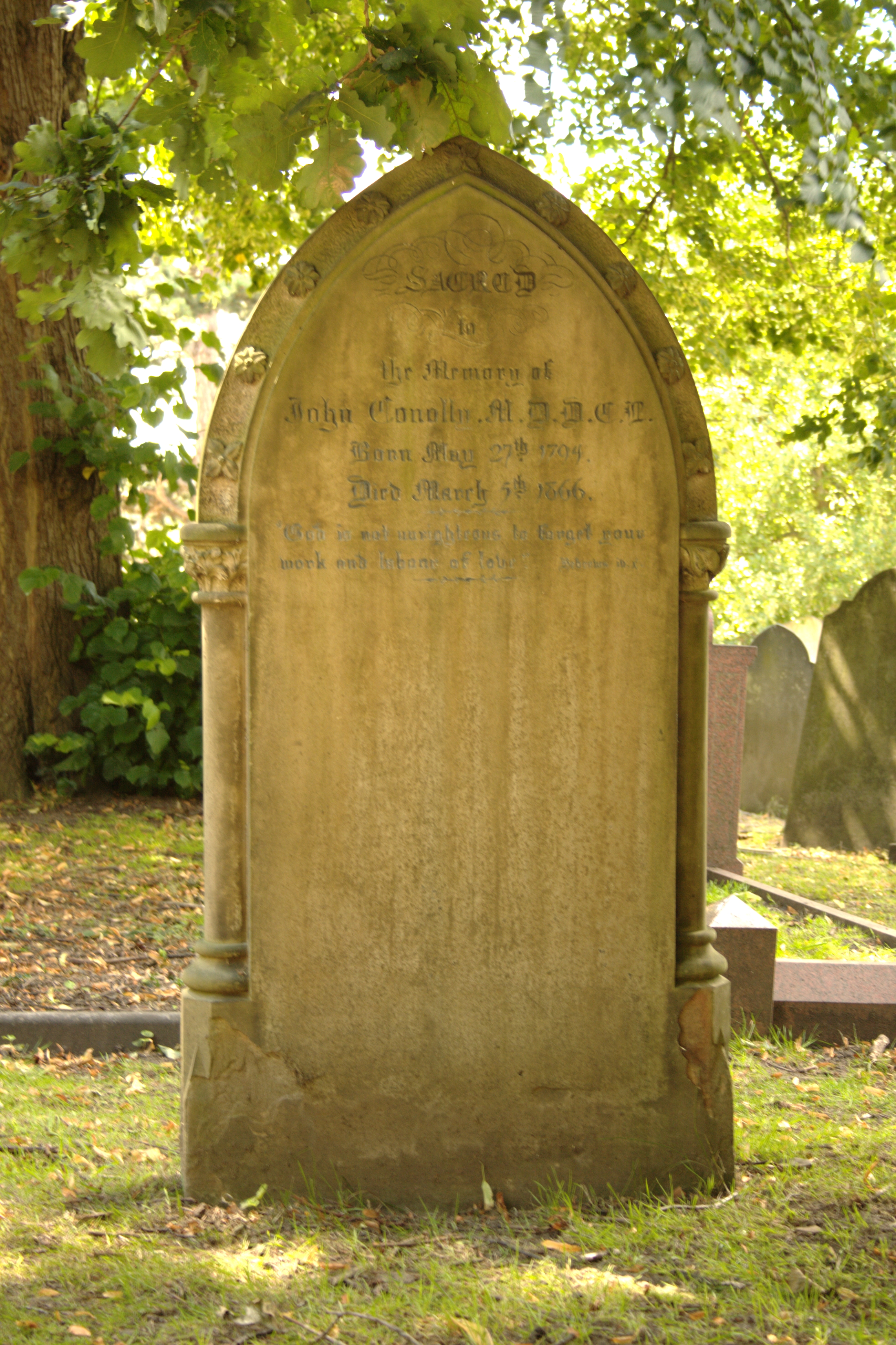
Sepultura individual.

A palavra Táfos origina-se do grego e é usado para se referir a uma sepultura individual, túmulo.
Ainda no túmulo podemos colocar Epitáfio a fim de constituir elogio, dedicar uma homenagem para que o sepultado possa ser lembrado.